# Rebecca (Georgia)
Rebecca es una ciudad ubicada en el condado de Turner en el estado estadounidense de Georgia. En el año 2000 tenía una población de 246 habitantes.

## Geografía
Rebecca se encuentra ubicada en las coordenadas 31°48′23″N 83°29′16″O / 31.80639, -83.48778 (31.806385, -83.487833).
Según la Oficina del Censo, la localidad tiene un área total de 2 km² (0,8 mi²), de la cual 2 km² (0,8 mi²) es tierra y 0 km² (0 mi²) (0.00%) es agua.

## Demografía
Según la Oficina del Censo en 2000 los ingresos medios por hogar en la localidad eran de $31,875, y los ingresos medios por familia eran $43,125. Los hombres tenían unos ingresos medios de $28,125 frente a los $21,806 para las mujeres. La renta per cápita para la localidad era de $12,881. 